# Роберт Елси
Роберт Елси (Ванкувер, 29. јун 1950 — Бон, 2. октобар 2017) био је немачки научник који је радио на откривању историје и културе Албаније.
Био је писац, преводилац, тумач и специјалиста за албанологију, аутор бројних књига и чланака који су се бавили различитим аспектима албанске културе и питања.

## Биографија
Рођен је 29. јуна 1950. године у Ванкуверу. Студирао је на Универзитету у Британској Колумбији, где је дипломирао 1972. године из антике и лингвистике. Наредних година наставио је постдипломске студије на Слободном универзитету у Берлину, Практичној школи напредних студија, Универзитету Париз IV, Институту за напредне студије у Даблину и на Универзитету у Бону, где је 1978. године докторирао лингвистику и келтске студије на Институту за лингвистику.
Од 1978. неколико пута је посетио Албанију са групом студената и професора са Универзитета у Бону. Више пута је такође присуствовао Међународном семинару о албанском језику, књижевности и култури, одржаном у Приштини. Између 1982. и 1987. радио је за Министарство спољних послова Немачке у Бону, а од 2002. до 2013. за Хашки трибунал, посебно као преводилац за неколико запажених случајева, као што је суђење Слободану Милошевићу.
Научна путовања и интересовање за албанске дијалекте такође су га довели у контакт и са Албанцима из Србије, Северне Македоније и Црне Горе, где је направио десетине снимака на албанском језику.
Преминуо је 2. октобра 2017. године од амиотрофичне латералне склерозе у Бону. У време смрти, у медијима је првобитно објављено да је тестаментом захтевао да буде сахрањен у Албанији, иако се две седмице након тих догађаја испоставило да у тестаменту није прецизирао где жели да буде сахрањен.
Изјашњавао се као геј и био је у дугогодишњој вези са Стефаном Тривајлером, који је одлучио да га сахрани у Албанији због његове љубави према тој земљи.